# Villa primitiva
Villa primitiva är en tvåvingeart som beskrevs av Walker 1849. Villa primitiva ingår i släktet Villa och familjen svävflugor. Inga underarter finns listade i Catalogue of Life.